# Just Right
Albums de Got7
Identify
(2014) Mad
(2015)
Singles
1. Just Right
Sortie : 13 juillet 2015

Just Right est le troisième mini-album du boys band sud-coréen Got7. Il est sorti le 13 juillet 2015 sous JYP Entertainment. Le titre "Just right" a été choisi comme titre promotionnel.

## Liste des pistes
| 1.    | Just right                                      | J.Y. Park "The Asian Soul" | Carlos Battey, Steven Battey, Gavin Jones, Charles `Chizzy` Stephens III, C Minor, Jay Dmuchowski | 3:43 |
| 2.    | Before the Full Moon Rises (보름달이 뜨기 전에) | Mr. Cho                    | Mr. Cho                                                                                           | 3:34 |
| 3.    | My Whole Body is Reacting (온몸이 반응해)       | Joul of Princess Disease   | Joul of Princess Disease                                                                          | 3:41 |
| 4.    | Nice                                            | Noday, Tommy Park          | Tommy Park                                                                                        | 3:05 |
| 5.    | Mine                                            | Jung Ju Hee                | Joe J. Lee `Kairos`                                                                               | 3:51 |
| 6.    | Back To Me                                      | : 썸피플(Sumpeople)        | : 썸피플(Sumpeople)                                                                               | 3:10 |
| 21:01 |                                                 |                            |                                                                                                   |      |

## Classement

### Album
| Classement                            | Meilleure position |
| ------------------------------------- | ------------------ |
| South Korea Gaon Weekly Albums Chart  | 3                  |
| South Korea Gaon Monthly Albums Chart | 7                  |

### Singles
Just Right
| Classement                   | Meilleure position |
| ---------------------------- | ------------------ |
| Gaon Singles chart           | 20                 |
| Gaon Streaming Singles chart | 31                 |
| Gaon Download Singles chart  | 14                 |
| Gaon BGM chart               | 46                 |

### Ventes
| Année | Gaon Physical Sales |
| ----- | ------------------- |
| 2015  | Plus de 91 740      |